# جایزه بزرگ رمان فرهنگستان فرانسه
جایزه بزرگ رمان فرهنگستان فرانسه (فرانسوی: Grand Prix du roman de l'Académie française‎) جایزه ادبی فرانسوی که در سال ۱۹۱۸ ایجاد شد و هر ساله توسط فرهنگستان فرانسه اعطا می‌گردد

## فهرست برندگان

### دهه‌های ۲۰۰۰–۲۰۱۰
- ۲۰۱۵: بوعلام صنصال / (هادی قدور)
- ۲۰۱۴: (آدریان بوسک)
- ۲۰۱۳: (کریستوف اونو-دی-بیو)
- ۲۰۱۲: ژوئل دیکه
- ۲۰۱۱: سورژ شالوندون
- ۲۰۱۰: (اریک فی)
- ۲۰۰۹: پیر میشون
- ۲۰۰۸: (مارک برسان)
- ۲۰۰۷: واسیلیس الکساکیس
- ۲۰۰۶: جاناتان لیتل
- ۲۰۰۵: (آنریت ژلینک)
- ۲۰۰۴: (برنار دو بوشرون)
- ۲۰۰۳: ژان-نوئل پانکرازی
- ۲۰۰۲: ماری فرانتی
- ۲۰۰۱: اریک نئوف
- ۲۰۰۰: پاسکال کنیار

### دهه‌های ۱۹۸۰–۱۹۹۰
- ۱۹۹۹: آملی نوتومب
- ۱۹۹۸: آن ویازمسکی
- ۱۹۹۷: پاتریک رامبو
- ۱۹۹۶: (Calixthe Beyala:fr ،کلیکست بیالا)
- ۱۹۹۵: آلفونس بودار
- ۱۹۹۴: (Frédéric Vitoux:fr ،فردریک ویتو)
- ۱۹۹۳: فیلیپ بوسان
- ۱۹۹۲: فرانس-الیویه ژیزبر
- ۱۹۹۱: فرانسوا سورو
- ۱۹۹۰: پل کنستان
- ۱۹۸۹: ژنوییو دورمان
- ۱۹۸۸: (fr) ،فرانسوا-الیویه روسو
- ۱۹۸۷: (fr) ،فردریک ابرار
- ۱۹۸۶: پیر-ژان رمی
- ۱۹۸۵: پاتریک بسون
- ۱۹۸۴: (fr) ،ژاک-فرانسیس رولان
- ۱۹۸۳: (fr) ،لیلیان گینیابوده
- ۱۹۸۲: ولادیمیر ولکوف
- ۱۹۸۱: ژان راسپای
- ۱۹۸۰: لویی گارد

### دهه‌های ۱۹۶۰–۱۹۷۰
- ۱۹۷۹: (fr)، آنری کولونژ
- ۱۹۷۸: (fr ,en)، پاسکال ژاردن
- ۱۹۷۷: (fr)، کامی بورنیکل
- ۱۹۷۶: پیر شوئندورفر
- ۱۹۷۵: جایزه اعطا نشد
- ۱۹۷۴: (fr ,en)، کلبر ادنز
- ۱۹۷۳: میشل دئون
- ۱۹۷۲: پاتریک مودیانو
- ۱۹۷۱: ژان دورمسون
- ۱۹۷۰: برتران پوارو-دلپش
- ۱۹۶۹: (fr)، پیر موستیه
- ۱۹۶۸: آلبر کوئن
- ۱۹۶۷: میشل تورنیه
- ۱۹۶۶: فرانسوا نوریسیه
- ۱۹۶۵: (fr)، ژان اوسون
- ۱۹۶۴: میشل دروآ
- ۱۹۶۳: (روبر مارگریت
- ۱۹۶۲: (fr ,en)، میشل مور
- ۱۹۶۱: پام وان کی
- ۱۹۶۰: (fr)، کریستیان مورسیو

## دهه‌های ۱۹۴۰–۱۹۵۰
- ۱۹۵۹: (fr)، گابریل دوبارد
- ۱۹۵۸: آنری کفلک
- ۱۹۵۷: ژاک دو بوربون بوسه
- ۱۹۵۶: پل گوت
- ۱۹۵۵: (fr)، میشل دو سن پیر
- ۱۹۵۴: پیر موانو
- ۱۹۵۳: (fr ,en)، ژان اوگرون
- ۱۹۵۲: (fr)، آنری کاستیلو
- ۱۹۵۱: (fr)، برنار باربه
- ۱۹۵۰: (fr)، ژوزف ژولینون
- ۱۹۴۹: (fr)، ایوون پاینیه
- ۱۹۴۸: (fr)، ایو گاندون
- ۱۹۴۷: فیلیپ آریا
- ۱۹۴۶: (fr)، ژان اوریو
- ۱۹۴۵: (fr)، مارک بلان‌پن
- ۱۹۴۴: (fr)، پیر لاگارد
- ۱۹۴۳: (fr)، ژوزف-آنری لوویک
- ۱۹۴۲: (fr)، ژان بلانزا
- ۱۹۴۱: (fr)، روبر بورگه-پیرون
- ۱۹۴۰: (fr)، ادوار پسون

## دهه‌های ۱۹۲۰–۱۹۳۰
- ۱۹۳۹: آنتوان دو سنت‌اگزوپری
- ۱۹۳۸: ژان دو لا واراند
- ۱۹۳۷: (fr / fr)، گی دو پورتالس
- ۱۹۳۶: ژرژ برنانوس
- ۱۹۳۵: آلبر توشار
- ۱۹۳۴: (fr)، پل رینیه
- ۱۹۳۳: (fr)، روژه شوویره
- ۱۹۳۲: ژاک شاردون
- ۱۹۳۱: آنری پورا
- ۱۹۳۰: ژاک دو لاکروتل
- ۱۹۲۹: (fr)، آندره دمزون
- ۱۹۲۸: (fr)، ژان بالد
- ۱۹۲۷: ژوزف کسل
- ۱۹۲۶: فرانسوا موریاک
- ۱۹۲۵: (fr)، فرانسوا دواورکو
- ۱۹۲۴: امیل آنریو
- ۱۹۲۳: آلفونس دو بردنبک دو شاتوبریان
- ۱۹۲۲: فرانسوا کارکو
- ۱۹۲۱: (fr)، پیر ویلتار
- ۱۹۲۰: آندره کورتیس (fr)

## دهه ۱۹۱۰
- ۱۹۱۹: پیر بنوا
- ۱۹۱۸: (fr)، کامی میران
- ۱۹۱۷: (fr)، شارل ژنیو
- ۱۹۱۶: لویی دو بلوا (fr)
- ۱۹۱۵: پل آکر (fr)